# The Complete Ella Fitzgerald & Louis Armstrong on Verve
| Оценки критиков | Оценки критиков |
| Источник        | Оценка          |
| --------------- | --------------- |
| Allmusic        | [ 1 ]           |

The Complete Ella Fitzgerald & Louis Armstrong on Verve — изданный в 1997 году трёхдисковый альбом американских исполнителей джаза Эллы Фицджеральд и Луи Армстронга. Треки, попавшие в альбом, были записаны между 1956 и 1957 годами под лейблом Verve Records.
Альбом представляет собой подборку из 47 кавер-версий джазовых песен различных авторов: 45 треков с трёх совместно записанных Армстронгом и Фицджеральд альбомов: Ella and Louis (1956), Ella and Louis Again (1957) и Porgy and Bess (1958), а также двух живых исполнений песен «Learnin' the Blues» и «You Won't Be Satisfied (Until You Break My Heart)» с концерта в Голливуд-боул.

## Список композиций
| №   | Название                            | Автор(ы)                                        | Длительность |
| --- | ----------------------------------- | ----------------------------------------------- | ------------ |
| 1.  | «Can't We Be Friends?»              | Джеймс Пол Варбург, Кей Свифт                   | 3:45         |
| 2.  | «Isn't This a Lovely Day?»          | Ирвинг Берлин                                   | 6:14         |
| 3.  | «Moonlight in Vermont»              | Карл Сьюссдорф, Джон Блэкбёрн                   | 3:40         |
| 4.  | «They Can't Take That Away from Me» | Джордж Гершвин, Айра Гершвин                    | 4:36         |
| 5.  | «Under a Blanket of Blue»           | Джерри Ливингстон, Ал Джей Нейбург, Марти Саймс | 4:16         |
| 6.  | «Tenderly»                          | Уолтер Гросс, Джек Лоуренс                      | 5:05         |
| 7.  | «A Foggy Day»                       | Джордж Гершвин, Айра Гершвин                    | 4:31         |
| 8.  | «Stars Fell on Alabama»             | Митчелл Пэриш, Фрэнк Перкинс                    | 3:32         |
| 9.  | «Cheek to Cheek»                    | Ирвинг Берлин                                   | 5:52         |
| 10. | «The Nearness of You»               | Хоуги Кармайкл, Нед Вашингтон                   | 5:40         |
| 11. | «April in Paris»                    | Вернон Дюк, Йип Харбург                         | 6:33         |

| №   | Название                                            | Автор(ы)                                                                    | Длительность |
| --- | --------------------------------------------------- | --------------------------------------------------------------------------- | ------------ |
| 1.  | «Don’t Be That Way»                                 | Бенни Гудмен, Митчелл Пэриш, Эдгар Сэмпсон                                  | 5:01         |
| 2.  | «Makin' Whoopee»                                    | Уолтер Дональдсон, Гус Кан                                                  | 3:59         |
| 3.  | «They All Laughed»                                  | Джордж Гершвин, Айра Гершвин                                                | 3:50         |
| 4.  | «Comes Love»                                        | Лев Браун, Сэм Степт, Чарльз Тобиас                                         | 2:28         |
| 5.  | «Autumn in New York»                                | Вернон Дюк                                                                  | 6:00         |
| 6.  | «Let's Do It, Let's Fall in Love»                   | Коул Портер                                                                 | 8:44         |
| 7.  | «Stompin' at the Savoy»                             | Бенни Гудмен, Энди Рэзеф, Эдгар Сэмпсон, Чик Уэбб                           | 5:16         |
| 8.  | «I Won't Dance»                                     | Дороти Филдс, Оскар Хаммерстайн II, Отто Харбах, Джером Керн, Джимми МакХью | 4:47         |
| 9.  | «Gee, Baby, Ain't I Good to You»                    | Энди Рэзеф, Дон Редман                                                      | 4:11         |
| 10. | «Let's Call the Whole Thing Off»                    | Джордж Гершвин, Айра Гершвин                                                | 4:15         |
| 11. | «These Foolish Things (Remind Me of You)»           | Холт Марвелл (Эрик Машвиц), Гарри Линк, Джек Стрейчи                        | 7:40         |
| 12. | «I've Got My Love to Keep Me Warm»                  | Ирвинг Берлин                                                               | 3:12         |
| 13. | «Willow Weep for Me»                                | Энн Ронелл                                                                  | 4:21         |
| 14. | «I'm Putting All My Eggs in One Basket»             | Ирвинг Берлин                                                               | 3:28         |
| 15. | «A Fine Romance»                                    | Дороти Филдс, Джером Керн                                                   | 3:56         |
| 16. | «Ill Wind»                                          | Гарольд Арлен, Тед Колер                                                    | 3:45         |
| 17. | «Love Is Here to Stay»                              | Джордж Гершвин, Айра Гершвин                                                | 4:01         |
| 18. | «I Get a Kick Out of You»                           | Коул Портер                                                                 | 4:21         |
| 19. | «Learnin' the Blues»                                | Долорес Вики Сильверс                                                       | 7:11         |
| 20. | «You Won't Be Satisfied (Until You Break My Heart)» | Фредди Джеймс (Тедди Пауэлл), Ларри Сток                                    | 3:53         |
| 21. | «Undecided»                                         | Сидней Робин, Чарли Шейверс                                                 | 3:39         |

| №   | Название                                                                    | Автор(ы)                                    | Длительность |
| --- | --------------------------------------------------------------------------- | ------------------------------------------- | ------------ |
| 1.  | «Overture»                                                                  | Джордж Гершвин                              | 10:52        |
| 2.  | «Summertime»                                                                | Джордж Гершвин                              | 4:58         |
| 3.  | «I Wants to Stay Here»                                                      | Джордж Гершвин, Айра Гершвин, ДюБос Хейвард | 4:38         |
| 4.  | «My Man’s Gone Now»                                                         | Джордж Гершвин, Айра Гершвин, ДюБос Хейвард |              |
| 5.  | «I Got Plenty O’ Nuttin»                                                    | Джордж Гершвин, Айра Гершвин, ДюБос Хейвард | 3:52         |
| 6.  | «Buzzard Song»                                                              | Джордж Гершвин, Айра Гершвин, ДюБос Хейвард | 2:58         |
| 7.  | «Bess, You is My Woman Now»                                                 | Джордж Гершвин, Айра Гершвин, ДюБос Хейвард | 5:28         |
| 8.  | «It Ain't Necessarily So»                                                   | Джордж Гершвин, Айра Гершвин                | 6:34         |
| 9.  | «What You Want Wid Bess?»                                                   | Джордж Гершвин, Айра Гершвин, ДюБос Хейвард | 1:59         |
| 10. | «Woman Is a Sometime Thing»                                                 | Джордж Гершвин, Айра Гершвин, ДюБос Хейвард | 4:47         |
| 11. | «Oh, Doctor Jesus»                                                          | Джордж Гершвин, Айра Гершвин, ДюБос Хейвард | 2:00         |
| 12. | «Medley: "Here Come de Honey Man"/"Crab Man"/"Oh, Dey’s So Fresh and Fine"» | Джордж Гершвин, Айра Гершвин, ДюБос Хейвард | 3:29         |
| 13. | «There’s a Boat Dat’s Leavin’ Soon for New York»                            | Джордж Гершвин, Айра Гершвин, ДюБос Хейвард | 4:54         |
| 14. | «Oh Bess, Oh Where’s My Bess?»                                              | Джордж Гершвин, Айра Гершвин, ДюБос Хейвард | 2:36         |
| 15. | «Oh, Lawd, I’m on My Way!»                                                  | Джордж Гершвин, Айра Гершвин, ДюБос Хейвард | 2:57         |